# Muzikačaka
Muzikačaka (pravo ime Sara Korošec), slovenska glasbenica.
Izvaja avant-pop elektronsko glasbo. Prvič je pozornost pritegnila leta 2015 z nastopom na Klubskem maratonu Radia Študent in izdaji prvenca Tako, da ne bi bolelo.

## Diskografija
- Tako, da ne bi bolelo (januar 2015)
- Dolgčas (oktober 2016)
- Pol dan in pol noč (februar 2018)
- Ladja (Januar 2025)